# Grupo de Exércitos A
Grupo de Exércitos A foi uma formação da Wehrmacht durante a Segunda Guerra Mundial. Surgiu a partir do Grupo de Exércitos Sul, em 26 de outubro de 1939. O Grupo de Exércitos A operou em 1940, na invasão da França, e, renomeado para Grupo de Exércitos Sul, participou da invasão da Rússia, na Operação Barbarossa. Em 1942, esse Grupo foi dividido em Grupo de Exércitos B e A, que recebeu a ordem da capturar poços de petróleo no Cáucaso. A partir de 1943, foi integrado a outras unidades e renomeado com os nomes das regiões que viria a atuar, como Grupo de Exércitos Don, Nordukraine e Südkraine.

## Comandantes
| Comandante                              | Data                                            |
| --------------------------------------- | ----------------------------------------------- |
| Generalfeldmarschall Gerd von Rundstedt | 15 de outubro de 1939 - 1 de outubro de 1940    |
| Generalfeldmarschall Wilhelm List       | 10 de julho de 1942 - 10 de setembro de 1942    |
| Der Führer Adolf Hitler                 | 10 de setembro de 1942 - 21 de novembro de 1942 |
| Generalfeldmarschall Ewald von Kleist   | 21 de novembro de 1942 - ? de junho de 1943     |
| General der Gebirgstruppen Hubert Lanz  | ? de junho de 1944 - ? de julho de 1943         |
| Generalfeldmarschall Ewald von Kleist   | ? de julho de 1943 - 25 de março de 1944        |
| Generalfeldmarschall Ferdinand Schörner | 25 de março de 1944 - 31 de março de 1944       |
| Generaloberst Josef Harpe               | 28 de setembro de 1944 - 17 de janeiro de 1945  |
| Generalfeldmarschall Ferdinand Schörner | 17 de janeiro de 1945 - 26 de janeiro de 1945   |

## Ordens de Batalha

### Invasão da Polônia- Setembro de 1939
Comandante: Generaloberst Gerd von Rundstedt
- Reservas
  - VII Corpo - General Eugen Ritter von Schobert
- 8º Exército - General of Infantry Otto von Colinburg-Bodigheim.
  - X Corpo - General Wilhelm Ulex.
  - XIII Corpo - General Maximilian Reichsfreiherr von Weichs.
- 10º Exército - General of Artillery Walter von Reichenau
  - XI Corpo - General Emil Leeb.
  - XVI Corpo - General Erich Hoepner|Erich Höpner.
  - IV Corpo de Exército - General Viktor von Schwedler.
  - XV Corpo - General Hermann Hoth.
  - XIV Corpo - General Gustav von Wietersheim.
- 14º Exército - Colonel General Wilhelm List.
  - XXII Corpo - General Paul Ludwig Ewald von Kleist.
  - VIII Corpo - General Ernst Busch.
  - XVII Corpo - General Werner Kienitz.
  - XVIII Corpo - General Eugen Beyer.

### Batalha da França - Maio de 1940
Comandante: Generaloberst Gerd von Rundstedt
- Reservas do Grupo de Expercito
- 4º Exército — Günther von Kluge
  - Reservas
  - II Corpo de Exército
  - V Corpo de Exército
  - VIII Corpo
  - XIV Corpo Panzer
  - XV Corpo Panzer
  - XIX Corpo Panzer
  - XLI Corpo
  - Panzer Group "Kleist"
- 12º Exército — Wilhelm List
  - Reservas
  - III Corpo de Exército
  - VI Corpo de Exército
  - XVIII Corpo
- 16º Exército
  - VII Corpo de Exército
  - XIII Corpo
  - XXIII Corpo
  - XL Corpo

### Operação Leão Marinho - Agosto de 1940
Comandante: Generalfeldmarschall Gerd von Rundstedt
- 16º Exército — Generaloberst Ernst Busch

Primeira Leva
- XIII Corpo — General Heinrich-Gottfried von Vietinghoff genannt Scheel.
  - 17ª Divisão de Infantaria
  - 35ª Divisão de Infantaria
  - Luftwaffe II — Regimento Flak 14
- VII Corpo de Exército — Generaloberst Eugen Ritter von Schobert
  - 1º Divisão de Montanha
  - 7ª Divisão de Infantaria
  - Luftwaffe I — Regimento Flak 26

Segunda Leva
- V Corpo — General Richard Ruoff
  - 12ª Divisão de Infantaria
  - 30ª Divisão de Infantaria
- XXXXI Corpo — General der Panzertruppen Georg-Hans Reinhardt
  - 8º Divisão Panzer
  - 10º Divisão Panzer
  - 29º Divisão de Infantaria Motorizada
  - Regimento de Infantaria Motorizada Großdeutschland
  - Regimento de Infantaria Motorizada Leibstandarte SS Adolf Hitler

Terceira Leva
- IV Corpo — General Viktor von Schwedler
  - 24º Divisão de Infantaria
  - 58º Divisão de Infantaria
- XXXXII Corpo — General Walter Kuntze
  - 45ª Divisão de Infantaria
  - 164º Divisão de Infantaria
- 9º Exército — Generaloberst Adolf Strauss

Primeira Leva
- XXXVIII Corpo — General Erich von Manstein
  - 26º Divisão de Infantaria
  - 34º Divisão de Infantaria
- VIII Corpo — General Walter Heitz
  - 6º Divisão de Montanha
  - 8ª Divisão de Infantaria
  - 28º Divisão de Infantaria

Segunda Leva
- XV Corpo — Generaloberst Hermann Hoth
  - 4º Divisão Panzer
  - 7ª Divisão Panzer
  - 20º Divisão de Infantaria Motorizada

Terceira Leva
- XXIV Corpo — General Leo Freiherr Geyr von Schweppenburg
  - 15ª Divisão de Infantaria
  - 78º Divisão de Infantaria